# Galilei-Akademie der Wissenschaften und Künste

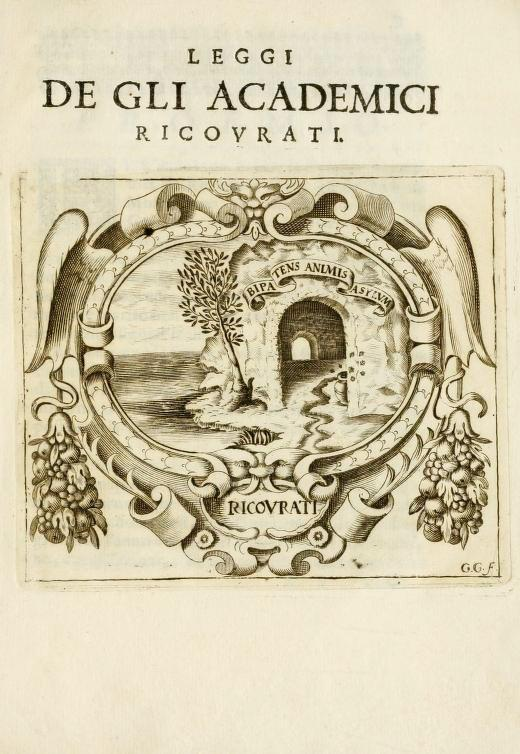
Titelblatt der Statuten der Akademie von 1648 mit dem Emblem der zweitorigen Höhle

Die Galilei-Akademie der Wissenschaften und Künste in Padua (it. Accademia Galileiana di Scienze, Lettere ed Arti) ist eine der ältesten noch bestehenden Akademien in Europa.

## Geschichte
Die Galilei-Akademie der Wissenschaften und Künste geht auf die Accademia dei Ricovrati (lat. Societas Recuperatorum) zurück, die 1599 durch den späteren Kardinal Federico Baldissera Bartolomeo Cornaro mit 25 Gelehrten, darunter Galileo Galilei, gegründet wurde.
1779 wurde die Accademia dei Ricovrati per Dekret des venezianischen Senats mit der Accademia di Arte Agraria (gegründet 1769) zur Accademia di Scienze, Lettere ed Arti zusammengelegt.
Den heutigen Namen zu Ehren ihres prominenten Gründungsmitglieds Galileo Galilei gab sich die Akademie 1997. Wie alle vom Renaissance-Humanismus inspirierten Bildungseinrichtungen will sie nach dem Vorbild der Platonischen Akademie herausragende Persönlichkeiten aus Gesellschaft, Kunst, Natur- und Geisteswissenschaften zu fruchtbarem Austausch zusammenführen. Die Verwaltung befindet sich in der Loggia dei Carraresi.

## Weibliche Mitglieder
Ende des 17. Jahrhunderts war die Accademie dei Ricovrati eine der wenigen in Europa mit weiblichen Mitglieder hatte. Zu ihnen gehörte die erste Frau in Europa, die ein Universitätsdiplom erhielt, Elena Lucrezia Cornaro Piscopia. Die weibliche Mitgliedschaft war in dieser Zeit nur ehrenhalber, und die weiblichen Mitglieder hatten kein Stimmrecht und konnten keine Verwaltungsposten in der Akademie besetzen. Von den 25 Frauen, die zwischen dem 17. und 18. Jahrhundert in die Gesellschaft aufgenommen wurden, waren nur vier Italienerinnen; die anderen waren Französinnen und nahmen nicht an den Sitzungen teil.
Bis dahin hatte die Akademie die Frauenfrage theoretisch diskutiert und Themen vorgeschlagen wie „Ob es lobenswerter wäre, Frauen von der Regierung auszuschließen, wie es die Römer taten, oder sie dort zuzulassen, wie es die Griechen taten“, „Was unter der Herrschaft einer Frau wünschenswerter wäre, eine Frau, die sich den Waffen oder den Buchstaben widmet“ oder „Ob sich jeder Mann um seiner selbst willen verlieben sollte oder nicht“.

## Die Akademie im Zeitalter der Aufklärung
Als der Mediziner Antonio Vallisneri 1722 zum Präsidenten der Accademia dei Ricovrati gewählt wurde, begann er mit einer radikalen Modernisierung der Akademie im Einklang mit den neuen Werten der Aufklärung, insbesondere in Bezug auf Frauen. In einem Brief vom 9. Mai 1722 an seinen Kollegen Lodovico Antonio Muratori kündigte er seine Absicht an, die scholastischen Debatten über die Liebe oder unwahrscheinliche Situationen in den zuvor vorgeschlagenen Themen, die in der Körperschaft, deren „Fürst“ er gerade geworden war, üblich geworden waren, zugunsten eines wissenschaftlicheren und pragmatischeren intellektuellen Diskurses, der die Frage der Frauenbildung in den Mittelpunkt der Debatte stellte, zu eliminieren.
Am 16. Juni 1723 ernannte Vallisneri den Dichter Camposampiero (1691–1765) und den Professor für Philosophie und klassische Literatur Giovanni Antonio Volpi (1686–1766), um pro und contra über die Frage zu debattieren: „Sollen Frauen zum Studium der Wissenschaften und der freien Künste zugelassen werden?“ Die von Volpi vertretenen Positionen – die er später revidierte – wurden von Giuseppe Salio oder Aretafila Savini de' Rossi, Diamante Medaglia Faini und Maria Gaetana Agnesi widerlegt. 1729 wurde eine neue Ausgabe der Akten der Debatten von 1723 mit einem Nachtrag veröffentlicht, der die ursprünglichen Argumentationen um die Thesen von Aretafila Savini de' Rossi, Maria Gaetana Agnesi und Giuseppe Salio für die Frauenbildung ergänzte.

## Berühmte Mitglieder
- Cesare Cremonini (1550–1631)
- Galileo Galilei (1564–1642)
- Madeleine de Scudéry (1607–1701)
- Stjepan Gradić (1613–1683)
- Antoinette Deshoulières (1638–1694)
- Marie-Catherine de Villedieu (1640–1683)
- Elena Lucrezia Cornaro Piscopia (1646–1684)
- Anne Dacier (1647–1720)
- Elisabeth Sophie Chéron (1648–1711)
- Marie-Catherine d’Aulnoy (1650–1705)
- Charlotte-Rose de Caumont de La Force (1654–1724)
- Antonio Vallisneri (1661–1730)
- Catherine Bernard (1662–1712)
- Marie-Jeanne L’Héritier de Villandon (1664–1734)
- Jean-Sylvain Bailly (1736–1793)
- Renato Caccioppoli (1904–1959)